# Ragazza in abito giallo
Ragazza in abito giallo è un dipinto a olio su tela (92 x60 cm) realizzato nel 1917 dal pittore italiano Amedeo Modigliani.
Fa parte di una collezione privata.